# Biei
Biei (japanska: 美瑛町?, Biei-chō) är en landskommun (köping) i Hokkaido prefektur i Japan. 